# Phlaeopora diluta
Phlaeopora diluta är en skalbaggsart som beskrevs av Sharp 1880. Phlaeopora diluta ingår i släktet Phlaeopora och familjen kortvingar. Inga underarter finns listade i Catalogue of Life.